# Limba germană alemanică
Limba germană alemanică este denumirea dată unui grup de dialecte germane superioare, denumire dată după tribul germanic antic al alemanilor, din a căror grai acestea se trag. Alemanica este vorbită preponderent în Elveția, fiind dialectul de pe care se bazează germana elvețiană, dar și în Liechtenstein, vestul extrem al Austriei și părți din Germania, în special în Baden-Württemberg.